# Lasiorhinus angustidens
Lasiorhinus angustidens és una espècie extinta de marsupial de la família dels uombats (Vombatidae) que visqué durant el Plistocè en allò que avui en dia és Austràlia. És conegut a partir de quatre maxil·lars inferiors aïllats amb dents trobats a Darling Downs.
El naturalista anglès Charles Walter De Vis descrigué L. angustidens el 1891 com una nova espècie del gènere Phascolomys. El nom específic angustidens significa ‘dent estreta’ en llatí. De Vis basà la seva descripció en quatre cotipus, maxil·lars inferiors amb dents obtinguts de sediments plistocens en coves de Pilton i Gowrie Junction, a Darling Downs (Austràlia), a la darreria de la dècada del 1880. Un d'aquests maxil·lars inferiors en fou designat el lectotip. De Vis creia que era una espècie de Phascolomys per les proporcions de l'alvèol de la primera dent incisiva, la forma de la tercera premolar i la llargada del solc ectoalveolar en comparació amb P. mitchelli. Anàlisis posteriors demostraren que P. mitchelli és un sinònim de Vombatus ursinus, per la qual cosa alguns dels mastòlegs australians més destacats reexaminaren els fòssils descrits per De Vis. L'espècie fou traslladada al gènere Lasiorhinus basant-se en les característiques del maxil·lar inferior i les dents. En un estudi publicat el 1981, la paleontòloga Lyndall Dawson plantejà la possibilitat que el material atribuït a L. angustidens correspongués en realitat a individus joves de Sedophascolomys (aleshores Phascolomys), encara que caldria més material per corroborar-ho.